# María Celeste
Maria Celeste é um filme em preto e branco da Argentina, dirigido por Julio Saraceni com roteiro de Alejandro Casona baseado na peça teatral The Mystery of the Mary Celeste, escrita em coautoria com Alfonso Hernández Catá. 
Estreou em 5 de abril de 1945 e contou com Pedro López Lagar, Mirtha Legrand, Eduardo Cuitiño e Ilde Pirovano no elenco. 
O ponto de partida da trama é um evento de 1872: a aparição, na frente de Gibraltar, de um navio de carga que fora abandonado por sua tripulação — o capitão, sua esposa, a filha de dois anos do casal e sete marinheiros. Os exteriores foram filmados em Mar del Plata.

## Sinopse
Uma tempestade põe um barco a pique, mas sua tripulação consegue chegar a uma ilha paradisíaca, onde dois homens disputam o amor de uma mulher.

## Elenco
- Pedro López Lagar
- Mirtha Legrand
- Eduardo Cuitiño
- Ilde Pirovano
- Luis Otero
- Alberto Terrones
- Tito Alonso
- Pepito Petray
- Adriana Alcock
- Roberto Bordoni
- Jorge Villoldo